# Meli meli
Meli meli is een lied van de Marokkaans-Nederlandse rapper Ali B en de Marokkaans-Nederlandse zangeres   Numidia in samenwerking met de Nederlandse rapper Ronnie Flex. Het werd in 2018 als single uitgebracht.

## Achtergrond
Meli meli is geschreven door Ali Bouali en Ronell Plasschaert en geproduceerd door Fraasie en Jordan Wayne. Het is een nummer uit het genre nederhop. In het lied wordt er gerapt en gezongen over een persoon waar de liedverteller over blijft nadenken en diegene niet uit zijn/haar hoofd krijgt. Dit wordt grotendeels gedaan in het Nederlands, maar er worden ook Arabische woorden gebruikt. Ronnie Flex zingt zelfs enkele regels in het Arabisch. De titel is ook een Arabische term, wat ruw vertaalt kan woorden naar "wat is er met mij?". In het lied wordt het nummer Didi van Cheb Khaled uit 1992 gesampled.
In de bijbehorende videoclip wordt een Marokkaanse bruiloft nagebootst, met Ronnie Flex als bruidegom. Toen er voordat de muziekvideo werd uitgebracht beelden uitlekten van de nepbruiloft, gingen er onder fans van Ronnie Flex geruchten dat hij getrouwd zou zijn, wat dus niet waar bleek te zijn.
Op de B-kant van de single is een instrumentale versie van het lied te vinden. De single heeft in Nederland de platina status.
Het is de eerste keer dat de drie artiesten tegelijkertijd samen op een nummer te horen zijn. Wel werd er al onderling samengewerkt. Ali B en Numidia deden dit op het lied Dana. Ali B en Ronnie Flex werkten eerder samen op Dat is money en Slow down en herhaalden de samenwerking op Spectakel.

## Hitnoteringen
De artiesten hadden succes met het lied in de hitlijsten van Nederland. Het piekte op de zesde plaats van de Nederlandse Single Top 100 en stond vijftien weken in deze hitlijst. Er was geen notering in de Nederlandse Top 40; het kwam hier tot de vierde positie van de Tipparade.